# Mühlebach (Stadt Zürich)
Mühlebach ist ein Quartier in der Stadt Zürich im Kreis 8 (Riesbach). 
Es umfasst einen schmalen Streifen zwischen der Seefeld- und der Zollikerstrasse und grenzt an die Quartiere Seefeld im Westen, Weinegg im Osten, Hochschulen sowie Hottingen im Norden und an die Gemeinde Zollikon im Süden. Es ist mit einer Fläche von 0,63 km² eines der kleinsten Quartiere der Stadt Zürich.

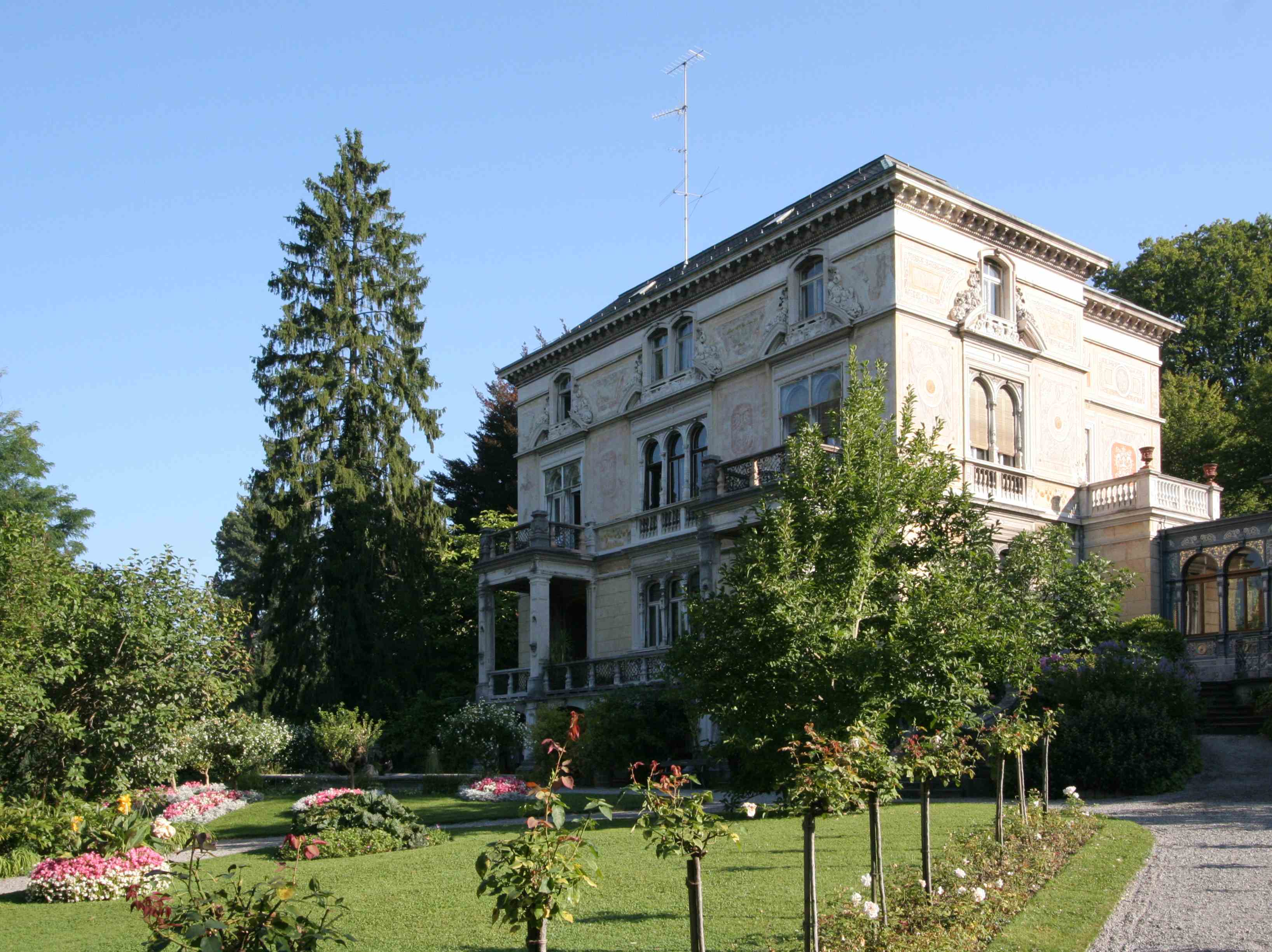
Villa Patumbah

Das Quartier entstand 1971 mit der Dreiteilung des Kreises 8 in die Quartiere Seefeld, Mühlebach und Weinegg. Es hat überwiegend nur eine statistische Bedeutung: Das Gebiet im Zentrum des Kreises 8 wird umgangssprachlich meist dem Seefeldquartier zugerechnet oder schlicht als Riesbach bezeichnet.
Namensgebend für Mühlebach war der mitten durch das Quartier und parallel zum Zürichseeufer verlaufende Mühlebach und die nach ihm benannte Mühlebachstrasse. Der Mühlebach führte bis 1870 oberirdisch, bis 1935 unterirdisch Wasser vom Wildbach zur Mühle Stadelhofen, die bereits im 10. Jahrhundert urkundlich erwähnt wurde. Der Verlauf des künstlich angelegten Kanals entspricht seit dem Mittelalter in etwa dem Strassenzug.

Mühlebach ist relativ dicht besiedelt und hat einen ruhigen Charakter. 

## Bevölkerungsentwicklung des Quartiers
Quelle:Statistik & Daten: Mühlebach